# 大臣裁判
大臣裁判（だいじんさいばん、Ministries Trial）は、アメリカ合衆国が1948年1月6日から1949年4月13日にかけてニュルンベルクで行ったナチ戦犯法廷。大臣や各省の次官、親衛隊（SS）幹部などナチ体制で政治指導的地位にあった者が被告人として裁かれた。ニュルンベルク継続裁判の中では最大の大物が集められた裁判と言われる。死刑になった被告は一人もいなかった。被告人は以下の21人である。

## 被告人
| 氏名                                               | 氏名 | 役職                                       | 判決                                          |
| -------------------------------------------------- | ---- | ------------------------------------------ | --------------------------------------------- |
| エルンスト・フォン・ヴァイツゼッカー               |      | 外務省次官 バチカン大使 親衛隊少将         | 懲役7年 1949年に5年に減刑 1950年10月釈放      |
| グスタフ・シュテーングラハト・フォン・モイラント   |      | 外務省次官                                 | 懲役7年 1949年に12月懲役5年減刑 1950年釈放    |
| ヴィルヘルム・ケプラー                             |      | 外務省次官 アドルフ・ヒトラーの経済顧問    | 懲役10年 1951年釈放                           |
| エルンスト・ヴィルヘルム・ボーレ                   |      | 大管区指導者 外務省次官 ナチ党外国組織部長 | 懲役5年                                       |
| エルンスト・ヴェアマン                             |      | 外務省政治部長                             | 7年の懲役 1949年懲役5年減刑 1951年釈放。      |
| カール・リッター (外交官)                          |      | 外務省と国防軍最高司令部（OKW）の連絡役    | 懲役4年 すでに刑期を終え釈放                  |
| オットー・フォン・エルトマンスドルフ               |      | 外務省次官 ヴェアマンの代理                | 無罪                                          |
| エトムント・フェーゼンマイヤー                     |      | ハンガリー全権大使                         | 懲役20年 1951年懲役10年減刑 1951年釈放        |
| ハンス・ハインリヒ・ラマース                       |      | 無任所大臣 総統官邸官房長 親衛隊大将       | 懲役20年 1951年1月懲役10年減刑 1951年12月釈放 |
| ヴィルヘルム・シュトゥッカート                     |      | 内務省次官 フレンスブルク政府内相          | 懲役3年10カ月 すでに刑期を終え釈放            |
| リヒャルト・ヴァルター・ダレ                       |      | 食糧相 親衛隊大将                          | 懲役7年 1950年釈放                            |
| オットー・マイスナー                               |      | 大臣待遇国務相 大統領官房長                | 無罪                                          |
| オットー・ディートリヒ                             |      | ナチスの全国新聞指導者 親衛隊大将          | 懲役7年 1950年に釈放                          |
| ゴットロープ・ベルガー                             |      | 親衛隊本部長 親衛隊大将                    | 懲役25年 1951年に10年に減刑 1951年に釈放      |
| ヴァルター・シェレンベルク                         |      | 国家保安本部SD外国部長                     | 懲役6年 すでに刑期を終え釈放                  |
| ルートヴィヒ・シュヴェリン・フォン・クロージク伯爵 |      | 財務相 フレンスブルク政府首相代行          | 懲役10年 1951年釈放                           |
| エミール・ヨハン・プール                           |      | ライヒスバンク副総裁                       | 懲役5年 すでに刑期を終え釈放                  |
| カール・ラッシェ                                   |      | ドレスナー銀行取締役                       | 懲役7年 すでに刑期を終え釈放                  |
| パウル・ケルナー                                   |      | ヘルマン・ゲーリングの代理                 | 懲役15年 1951年懲役10年減刑 同年釈放          |
| パウル・プライガー                                 |      | ヘルマン・ゲーリング国家工場の長           | 懲役15年 1951年懲役10年減刑 1951年に釈放      |
| ハンス・ケーアル                                   |      | 軍需省次官 軍需省計画部長                  | 懲役15年 1951年に釈放                         |